# Orto Botanico

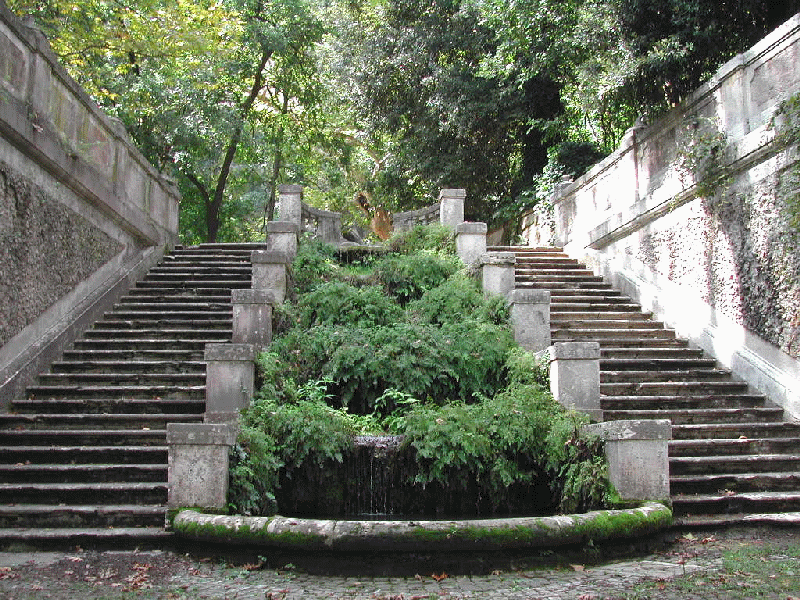
Trappor och terrassfontäner i Orto Botanico.

Orto Botanico, även Orto Botanico di Roma och Orto Botanico dell'Università di Roma "La Sapienza", är en botanisk trädgård, belägen vid Janiculum i Rom. Den nuvarande trädgården anlades 1883, men dess föregångare grundades 1513. Orto Botanico har omkring 3000 plantsorter, bland andra Cedrus deodara, Dasylirion glaucophyllum, Dasylirion acrotrichum, Erythrina crista-galli och Liquidambar orientalis.